# Hisako Takahashi
Hisako Takahashi (jp. 高橋 久子 Takahashi Hisako, * 21. September 1927 in der Präfektur Fukuoka, nach anderen Angaben in Yokohama (Kanagawa); † 21. Dezember 2013) war eine japanische Beamtin. Obwohl ohne juristische Ausbildung, war sie zwischen 1994 und 1997 als erste Frau Richterin am Obersten Gerichtshof.

## Werdegang
Takahashi studierte Wirtschaftswissenschaft an der Ochanomizu Joshi Daigaku und der Universität Tokio, wo sie 1956 graduierte. Anschließend arbeitete sie für das Arbeitsministerium (heute Teil des MHLW), wo sie im Lauf der Zeit die Leitung der Abteilung für Frauen und Jugend übernahm. 1982 verließ sie den öffentlichen Dienst und widmete sich dem Kampf für Frauenrechte.
Premierminister Morihiro Hosokawa berief sie im Februar 1994 als erste Frau an den Obersten Gerichtshof Japans. Mit Erreichen der Altersgrenze von 70 Jahren schied sie einen Tag vor dem entsprechenden Geburtstag im Jahr 1997 aus dem 15-köpfigen Richtergremium aus.
Takahashi wurde im Jahr 2000 mit dem Orden des Heiligen Schatzes im Rang des Großkreuzes ausgezeichnet.